# Pipri
Pipri es un pueblo y nagar Panchayat situado en el distrito de Sonbhadra en el estado de Uttar Pradesh (India). Su población es de 15063 habitantes (2011). 

## Demografía
Según el censo de 2011 la población de Pipri era de 15063 habitantes, de los cuales 8019 eran hombres y 7044 eran mujeres. Pipri tiene una tasa media de alfabetización del 85,75%, superior a la media estatal del 67,68%: la alfabetización masculina es del 91,55%, y la alfabetización femenina del 79,14%.